# Leoš Chládek
MUDr. Leoš Chládek (* 5. prosince 1936) český horolezec a expediční lékař, československý reprezentant, účastník expedice na Annapurnu IV.

## Výkony a ocenění
- 1976: hlavní lékař 2. expedice na Makalu

### Expedice
- 1969: Annapurna IV
- 1972: Pamír
- 1976: Makalu

### Film
- 2003: Ve stínu bohyně matky země
- 2017: Vábenie výšok